# Eodorcadion mandschukuoense
Eodorcadion mandschukuoense là một loài bọ cánh cứng trong họ Cerambycidae.